# Lorignac
Lorignac är en kommun i departementet Charente-Maritime i regionen Nouvelle-Aquitaine i västra Frankrike. Kommunen ligger  i kantonen Saint-Genis-de-Saintonge som ligger i arrondissementet Jonzac. År 2022 hade Lorignac 511 invånare.

## Befolkningsutveckling
Antalet invånare i kommunen Lorignac
Referens:INSEE